# Charles Koch

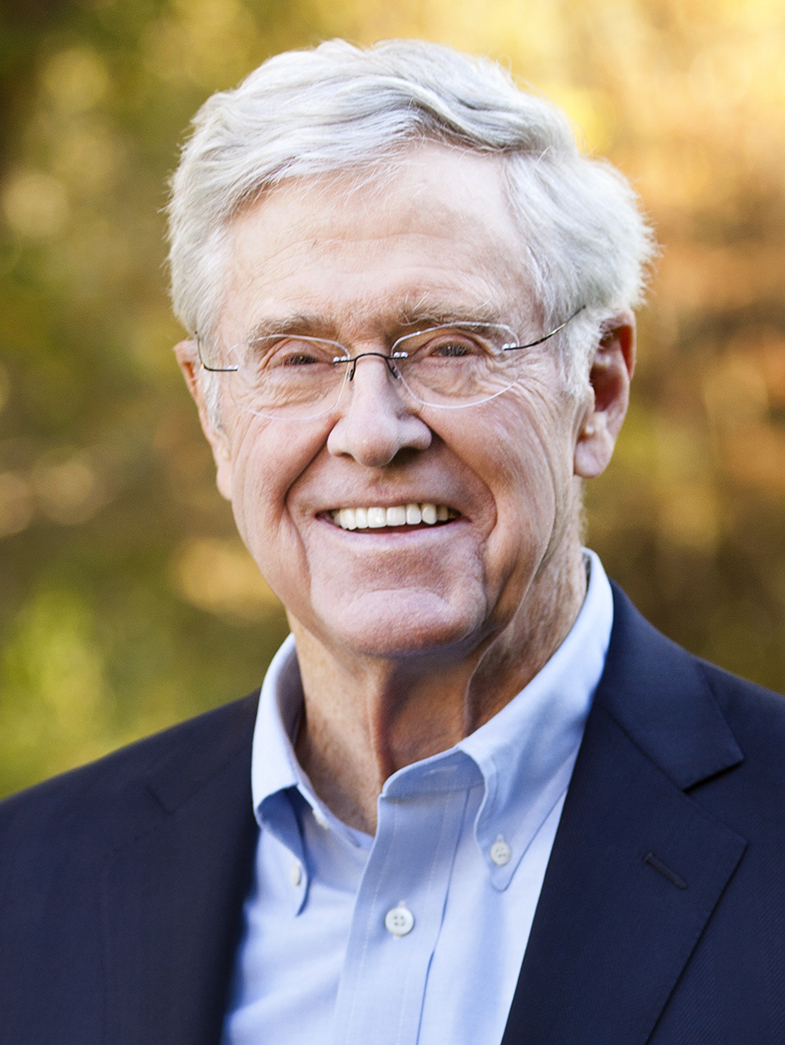
Koch w 2019

Charles de Ganahl Koch (ur. 1 listopada 1935 w Wichita) – amerykański miliarder, absolwent MIT. Jest amerykańskim biznesmenem, filantropem i znaczącym politycznym donatorem. W czerwcu 2019 r. został wg miesięcznika Forbes uznany za 13. najbogatszą osobę na świecie, a jego majątek szacuje się na 42,4 miliarda dolarów.
Koch był współwłaścicielem, prezesem i dyrektorem naczelnym Koch Industries od 1967 roku, a jego brat David Koch zmarły w 2019 pełnił funkcję wiceprezesa wykonawczego. Charles i David posiadają po 42% konglomeratu. Bracia odziedziczyli biznes od swojego ojca, Freda C. Kocha, a następnie rozszerzyli działalność. Pierwotnie zaangażowane wyłącznie w rafinację ropy i chemikalia, działalność Koch Industries obejmuje obecnie sprzęt i technologie kontroli procesów i zanieczyszczeń, polimery i włókna, minerały, nawozy, handel towarami i usługami, produkty leśne i konsumpcyjne oraz hodowlę. Firmy wytwarzają szeroką gamę znanych marek, takich jak dywan Stainmaster, włókno spandex marki Lycra, tkanka Quilted Northern oraz kubek Dixie Cup. Koch Industries to drugie co do wielkości przedsiębiorstwo prywatne według przychodów w Stanach Zjednoczonych według badania Forbes z 2010 r. W lutym 2014 r. Koch znalazł się na 9. miejscu na liście najbogatszych osób na świecie według raportu Huruna, osiągając szacunkowy majątek netto 36 miliardów dolarów. Wcześniej, w październiku 2012 r., znalazł się na 6. miejscu na liście najbogatszych ludzi na świecie z szacowanym majątkiem netto 34 miliardów dolarów – według Bloomberg Billionaires Index – i zajął 18. miejsce na liście miliarderów świata Forbesa w 2011 r. (4. miejsce w rankingu Forbes 400) przy szacowanym majątku netto 25 miliardów dolarów, składającym się w 42% z udziałów w Koch Industries.
Koch opublikował książki opisujące jego filozofię biznesu: The Science of Success, i Good Profit. W ramach działalności filantropijnej wydał około $1 miliarda, wspierając ok. 300 uniwersytetów, i organizacji edukacyjnych, w szczególności zajmujących się ekonomią wolnorynkową, w tym Instytut Studiów nad Ludzkością, Instytut Ayn Rand i Centrum Mercatus na George Mason University. Współpracował także z Partią Republikańską i jej kandydatami, grupami wolnościowymi oraz różnymi instytucjami charytatywnymi i kulturalnymi. Jako przedstawiciel innych nurtów myśli konserwatywno-liberalnej, jest otwartym przeciwnikiem prezydentury i polityki Donalda Trumpa. Był współzałożycielem Instytutu Cato w Waszyngtonie. Za pośrednictwem Koch Cultural Trust, założonej przez żonę Charlesa Kocha, Elizabeth, rodzina Koch również finansowała projekty artystyczne kreatywnych twórców.

## Wczesne życie, edukacja i kariera
Koch urodził się i mieszka w Wichita w Kansas, będąc jednym z czterech synów Clementine Mary (z domu Robinson) i Freda Chase Kocha. Dziadek Kocha, Harry Koch, był holenderskim imigrantem, który osiedlił się w Zachodnim Teksasie, założył gazetę Quanah Tribune-Chief i był udziałowcem założycielem Quanah, Acme and Pacific Railway. Jego przodkami ze strony matki byli William Ingraham Kip, biskup episkopalny, William Burnet Kinney, polityk i Elizabeth Clementine Stedman, pisarka. W wywiadzie dla Warrena Cassella Jr., który został nagrany w lutym 2016 r., Koch stwierdził, że jako dziecko nie żył uprzywilejowanym stylem życia, mimo że dorastał w zamożnej rodzinie. Koch powiedział: „Mój ojciec chciał, bym pracował tak, jakbym był najbiedniejszą osobą na świecie.” Po ukończeniu kilku prywatnych szkół średnich Koch kształcił się w Massachusetts Institute of Technology. Jest członkiem bractwa Beta Theta Pi. Otrzymał tytuł Bachelor of Science (B.S.) w dziedzinie General Engineering w 1957 roku, tytuł magistra inżyniera (Nuclear Engineering) w 1958 roku i drugi tytuł magistra inżyniera z inżynierii chemicznej w 1960 r. Po studiach Koch podjął pracę w Arthur D. Little, Inc. W 1961 r. wrócił do Wichita, by dołączyć do firmy ojca, Rock Island Oil & Refining Company. W 1967 r. został prezesem tej spółki, która wtedy była średniej wielkości firmą naftową. W tym samym roku przemianował firmę na Koch Industries, na cześć swojego ojca. W 2006 r. firma Koch Industries wygenerowała 90 miliardów dolarów przychodu, co stanowi wzrost o 2000 razy, i odpowiada rocznej stopę zwrotu na poziomie 18%. Według stanu na 2014 r. Koch miał wartość około 41,3 miliarda USD (w 2013 r. 36 miliardów USD) według listy 400 Forbesa. Według relacji biograficznych, Koch rutynowo pracował po 12 godzin w biurze (a następnie w domu), oraz w weekendy. Dyrektorów w Koch Industries również spodziewał się widzieć w pracy w weekendy. Zdarzało się nawet, że Koch zwoływał spotkania w sobotnie wieczory. Koch jest dyrektorem Entrust Financial Corp. od 1982 r. i dyrektorem Koch Industries Inc. od 1982 r. Jest dyrektorem firmy Invista, zajmującej się żywicą i włóknami oraz dyrektorem Georgia-Pacific LLC, producenta produktów papierniczych i celulozowych. Koch założył lub pomógł założyć kilka organizacji, w tym Instytut Cato, Instytut Studiów Humanistycznych i Centrum Mercatus na George Mason University, Bill of Rights Institute i Market-Based Management Institute. Jest członkiem Stowarzyszenia Mont Pelerin, organizacji pozarządowej o charakterze neoliberalnym i libertariańskim.